# 小行星4972
小行星4972（英語：4972 Pachelbel）是一颗围绕太阳公转的小行星。1989年10月23日，佛蒙特·伯根在陶腾堡发现了此天体。
这颗小行星的绝对星等为195.3816162072381等。